# Žak Eržen
Žak Eržen, slovenski kolesar, * 19. oktober 2005, Novo mesto.
Eržen je slovenski profesionalni kolesar, ki od leta 2025 tekmuje za UCI WorldTeam ekipo Team Bahrain Victorious. Leta 2023 je zmagal na cestni dirki evropskega prvenstva za mladince, leta 2024 pa na dirki VN Adria Mobil.
Njegov oče Milan Eržen je nekdanji kolesar in športni direktor ekipe Team Bahrain Victorious.